# Susan Musgrave
Susan Musgrave (* 12. März 1951 in Santa Cruz, Kalifornien) ist eine kanadische Poetin und Kinderbuchautorin.

## Leben
Susan Musgrave wurde in Kalifornien als Tochter kanadischer Eltern geboren und lebt derzeit in British Columbia, wo sie zwischen Sidney und Haida Gwaii pendelt. Sie wurde mehrfach für die Literaturpreise des kanadischen Generalgouverneurs nominiert. Mit 14 Jahren verließ sie die Schule und veröffentlichte mit 16 Jahren ihr erstes Werk The Malahat Review. 1986 heiratete sie in einem Gefängnis Stephen Reid (1950–2018), einen kanadischen Schriftsteller, verurteilten Bankräuber und ehemaliges Mitglied der berüchtigten Diebesbande, die als die Stopwatch Gang bekannt wurde. Über ihre Beziehung wurde 1999 in der CBC-Serie Life and Times berichtet. In einem landesweit ausgestrahlten Radio-Bücherwettstreit, dem Canada Reads 2006, verteidigte sie Al Purdys Gedichtband Rooms for Rent in the Outer Planets: Selected Poems, 1962–1996.
Derzeit unterrichtet sie kreatives Schreiben im Rahmen des University of British Columbia's Optionale Residenz Master of Fine Arts Programms.
Ihr Archiv wird von der William Ready Division of Archives and Research Collections an der McMaster University verwaltet.

## Bibliografie

### Gedichte
- 1970: Songs of the Sea-Witch
- 1972: Entrance of the Celebrant
- 1973: Grave-Dirt and Selected Strawberries
- 1974: Gullband Thought Measles was a Happy Ending
- 1976: The Impstone
- 1977: Selected Strawberries and Other Poems
- 1978: Kiskatinaw Songs
- 1978: Becky Swan's Book
- 1979: A Man to Marry, A Man to Bury,  (1979 nominiert für den Governor General's Award)
- 1982: Tarts and Muggers
- 1982: Right through the Heart
- 1985: Cocktails at the Mausoleum
- 1991: The Embalmer's Art
- 1994: Forcing the Narcissus
- 1999: Things That Keep and Do Not Change
- 2000: What the Small Day Cannot Hold: Collected Poems 1970–1985
- 2009: When the World Is Not Our Home: Selected Poems 1985–2000
- 2009: Obituary of Light: the Sangan River Meditations
- 2011: Origami Dove

### Fiktion
- 1980: The Charcoal Burners, (1980 nominiert für den Governor General's Award)
- 1987: The Dancing Chicken
- 2000: Cargo of Orchids
- 2012: Given

### Sachtexte
- 1989: Great Musgrave
- 1994: Musgrave Landing: Musings on the Writing Life
- 2005: You're in Canada Now… Motherfucker: A Memoir of Sorts
- 2015: A Taste of Haida Gwaii: Food Gathering and Feasting at the Edge of the World